# Корнєв Ілля Віталійович
Ілля́ Віта́лійович Ко́рнєв (нар. 1 листопада 1996; Запоріжжя, Україна) — український футболіст, нападник, гравець клубу «Ужгород».

## Ігрова кар'єра
Вихованець ДЮСШ ФК «Металург» (Запоріжжя), перший тренер — М. М. Сєновалов. За юніорську команду «Металурга» дебютував 7 серпня 2013 року в домашньому матчі проти «Севастополя» (2:0). У сезоні 2014/15 із 13 голами став найкращим бомбардиром команди U-19.
26 липня 2015 року у другому турі наступного сезону 2015/16 у матчі проти новачка «Олександрії» дебютував в Українській Прем'єр-лізі. У цій грі вісімнадцятирічний футболіст вийшов у стартовому складі, як і в наступних матчах проти «Волині» та «Говерли». 15 серпня того ж року на 34-й хвилині гри проти «Ворскли» футболіст забив свій дебютний гол, що приніс у результаті команді турнірне очко, оскільки зустріч завершилася внічию 1:1. 8 грудня 2015 року стало відомо, що Ілля разом із низкою інших гравців залишив «Металург» у зв'язку із процесом ліквідації клубу.
1 лютого 2016 року з'явилася інформація, що Корнєв продовжить кар'єру в луганській «Зорі», проте потім футболіст відправився на перегляд у «Металіст».
4 березня 2016 року футболіст підписав контракт із футбольним клубом «Металіст». 13 березня 2016 року Ілля Корнєв дебютував за «Металіст» у матчі з «Говерлою», вийшовши на заміну на 54-й хвилині. Матч завершився з рахунком 1:0 на користь господарів.
На матчі 20-го туру Прем'єр-ліги, на стадіоні «Арена Львів», 1 квітня 2016 року Ілля вийшов на поле з перших хвилин і на 16-й хвилині відзначився дебютним голом у ворота донецького «Шахтаря». Матч завершився з рахунком 8:1 на користь донецької команди.
У липні 2016 року, після того як «Металіст» було виключено зі змагань, Корнєв на правах вільного агента перейшов у донецький «Олімпік», але вже взимку 2016/17 залишив команду за обопільною згодою.